# Communauté de communes Mur ès Allier
La communauté de communes Mur ès Allier est une ancienne communauté de communes française, située dans le département du Puy-de-Dôme en région Auvergne-Rhône-Alpes.

## Historique
| Période | Période          | Identité        | Étiquette | Qualité |
| ------- | ---------------- | --------------- | --------- | ------- |
|         | 31 décembre 2016 | Gilles Voldoire |           |         |

Le projet de schéma départemental de coopération intercommunale (SDCI) du Puy-de-Dôme, dévoilé le 5 octobre 2015, impose sa fusion avec la communauté de communes voisine de Billom - Saint-Dier et de la Vallée du Jauron. Alors que Pérignat-sur-Allier et Saint-Bonnet-lès-Allier souhaitaient un rapprochement avec la communauté de communes de Billom, Dallet et Mezel voulant se rapprocher de Clermont, ces propositions n'ont pu être prises en compte avec la transformation de Clermont Communauté en communauté urbaine.
D'ailleurs, le seuil de population préconisé par la loi no 2015-991 du 7 août 2015 portant nouvelle organisation territoriale de la République n'étant pas atteint, ce rapprochement doit « limiter le déséquilibre démographique avec les entités périphériques à Clermont Communauté ».
Adopté en mars 2016, le SDCI ne modifie pas ce périmètre.
La fusion des communautés de communes de Billom - Saint-Dier / Vallée du Jauron et Mur ès Allier est prononcée par l'arrêté préfectoral no 16-02514 du 10 novembre 2016 ; la nouvelle communauté de communes prend le nom de Billom Communauté.

## Territoire communautaire

### Géographie
La communauté de communes Mur ès Allier est située au centre-est du département du Puy-de-Dôme. Elle jouxte la communauté d'agglomération Clermont Auvergne Métropole à l'ouest ainsi que les communautés de communes de Billom - Saint-Dier / Vallée du Jauron à l'est et Gergovie Val d'Allier Communauté au sud.
Elle constitue l'une des neuf intercommunalités du pôle d'équilibre territorial et rural du pays du Grand Clermont.
Le nom de la communauté de communes est formé de « Mur », les cinq communes assoyant leur développement autour du puy de Mur ; « ès » pour la situation géographique de plusieurs communes au bord de la rivière Allier et « Allier » pour la rivière irriguant le département.
L'intercommunalité se situe à cheval entre les bassins de vie de Clermont-Ferrand et de Billom.

### Composition
La communauté de communes est composée des communes suivantes :
| Nom                     | Code Insee | Gentilé     | Superficie (km2) | Population (dernière pop. légale) | Densité (hab./km2) |
| ----------------------- | ---------- | ----------- | ---------------- | --------------------------------- | ------------------ |
| Dallet (siège)          | 63133      | Dalletons   | 6,67             | 1 479 (2014)                      | 222                |
| Chauriat                | 63106      | Chauriatois | 8,64             | 1 641 (2014)                      | 190                |
| Mezel                   | 63226      | Mezelois    | 8,40             | 1 913 (2014)                      | 228                |
| Pérignat-sur-Allier     | 63273      |             | 4,90             | 1 509 (2014)                      | 308                |
| Saint-Bonnet-lès-Allier | 63325      |             | 1,51             | 436 (2014)                        | 289                |

### Démographie
| 1968  | 1975  | 1982  | 1990  | 1999  | 2008  | 2013  |
| ----- | ----- | ----- | ----- | ----- | ----- | ----- |
| 2 849 | 3 142 | 3 905 | 4 706 | 5 109 | 6 434 | 6 915 |

| Hommes | Classe d’âge | Femmes |
| ------ | ------------ | ------ |
| 0,3    | 90 ans ou +  | 0,3    |
| 4,3    | 75 à 89 ans  | 6,5    |
| 14,1   | 60 à 74 ans  | 14,4   |
| 22,3   | 45 à 59 ans  | 21,7   |
| 23     | 30 à 44 ans  | 22,2   |
| 15,8   | 15 à 29 ans  | 14,3   |
| 20,2   | 0 à 14 ans   | 20,6   |

| Hommes | Classe d’âge | Femmes |
| ------ | ------------ | ------ |
| 0,5    | 90 ans ou +  | 1,5    |
| 7      | 75 à 89 ans  | 10,6   |
| 16     | 60 à 74 ans  | 16,6   |
| 20,8   | 45 à 59 ans  | 20,1   |
| 19,5   | 30 à 44 ans  | 18,1   |
| 19     | 15 à 29 ans  | 17,5   |
| 17,1   | 0 à 14 ans   | 15,6   |

## Administration

### Siège
Le siège de la communauté de communes est situé à Dallet.

### Les élus
La communauté de communes est gérée par un conseil communautaire composé de 23 membres représentant chacune des communes membres.
Ils sont répartis comme suit :
- six délégués pour Mezel ;
- cinq délégués pour Chauriat, Dallet et Pérignat-sur-Allier ;
- deux délégués pour Saint-Bonnet-lès-Allier.

### Présidence
En 2014, le conseil communautaire a élu son président, Gilles Voldoire (maire de Dallet), et désigné ses quatre vice-présidents qui sont :
1. Maurice Deschamps, maire de Chauriat, vice-président chargé de la vie économique et des finances ;
2. Jean-Pierre Buche, maire de Pérignat-sur-Allier, vice-président chargé de la voirie et de l'habitat ;
3. François Rudel, maire de Mezel, vice-président chargé de l'aménagement et de l'environnement ;
4. Philippe Domas, maire de Saint-Bonnet-lès-Allier, vice-président chargé du social, de la solidarité, de la régie du territoire et de l'accessibilité.

### Compétences
L'intercommunalité exerce des compétences qui lui sont déléguées par les communes membres.
Toute communauté de communes exerce les deux compétences obligatoires suivantes :
- développement économique :
  - aménagement, extension, gestion et entretien des zones d'activités existantes, au nombre de six (trois à Dallet : Bas du Chambon, Machal et Les Littes 1 ; une à Mezel : Les Assats ; deux à Pérignat-sur-Allier : Le Pointe et Les Plaines 1),
  - « création, aménagement, entretien et gestion de nouvelles zones d'activités industrielle, commerciale, tertiaire, artisanale ou touristique » d'une superficie minimale de 15 000 m2,
  - « actions en faveur du développement économique d'intérêt communautaire » telles que la « création, l'aménagement ou le maintien de services à la population, de commerces de proximité et d'artisanat »,
  - mise en œuvre d'une opération de rénovation de l'artisanat et du commerce ;
- aménagement de l'espace :
  - « élaboration, suivi et révision d'un schéma de cohérence territoriale » (SCOT, bien que réalisé par le Grand Clermont),
  - « élaboration, révision et suivi d'un schéma de secteur »,
  - « étude pour une mise en cohérence et une coordination des documents d'urbanisme des communes »,
  - « étude, suivi et animation d'une charte paysagère et architecturale »,
  - développement touristique,
  - aménagement des berges d'Allier,
  - étude, aménagement et entretien de l'Écozone, entre Pont-du-Château et Authezat,
  - suivi, entretien et aménagement de l'espace naturel sensible d'initiative locale « Puy de Mur et Puy de Pileyre »,
  - actions de sensibilisation sur les trois sites protégés Natura 2000 (« Puy de Pileyre / Turluron » à Chauriat ; « Val d'Allier Pont-du-Château / Jumeaux - Alagnon » et « Coteaux xérothermiques des Couzes et Limagne » à Dallet et Mezel),
  - acquisitions foncières,
  - zones d'aménagement concerté,
  - système d'information géographique.

Compétences optionnelles :
- protection et mise en valeur de l'environnement ;
- politique du logement social et du cadre de vie ;
- création et aménagement de voirie ;
- construction, entretien et fonctionnement d'équipements culturels, sportifs et d'équipements de l'enseignement préélémentaire et élémentaire ;
- action sociale d'intérêt communautaire.

Compétences facultatives :
- développement de la communication ;
- transport à la demande ;
- accessibilité aux personnes handicapées ;
- lecture publique ;
- musique.

### Régime fiscal et budget
La communauté de communes applique la fiscalité professionnelle unique. Elle possède un potentiel fiscal par habitant de 90,71 euros, inférieur à la moyenne des communautés de communes du département (198,51 euros).
Les taux d'imposition votés en 2015 étaient les suivants : taxe d'habitation 9,01 %, foncier bâti 0 %, foncier non bâti 5,64 %, cotisation foncière des entreprises 24,33 %.

### Site officiel
1. ↑  « Présentation de la communauté de communes » (consulté le 2 décembre 2015).
2. ↑  « Les élus de la communauté de communes » (consulté le 2 décembre 2015).
3. 1 2 3  « Statuts de Mur-ès-Allier » [PDF], 30 septembre 2013 (consulté le 2 décembre 2015).

### Autres sources
1. 1 2 3 4 5  « Projet de schéma départemental de coopération intercommunale (SDCI) – Département du Puy-de-Dôme » [PDF], Préfecture du Puy-de-Dôme, octobre 2015 (consulté le 7 juillet 2016).
2. ↑  « Schéma départemental de coopération intercommunale (SDCI) – Département du Puy-de-Dôme » [PDF], Préfecture du Puy-de-Dôme, 30 mars 2016 (consulté le 7 juillet 2016).
3. ↑  « Arrêté no 16-02514 du 10 novembre 2016 prononçant la fusion des communautés de communes de Mur es Allier et Billom Saint-Dier Vallée du Jauron au 1 01 2017 » [PDF], Recueil des actes administratifs no 63-2016-053, Préfecture du Puy-de-Dôme, 18 novembre 2016 (consulté le 19 novembre 2016), p. 102-110.
4. ↑  Carte de la communauté de communes et de ses structures administratives limitrophes sur Géoportail.
5. ↑  « Séries historiques des résultats du recensement - EPCI de La CC de Mur Ès Allier (246301113) », Insee (consulté le 7 juillet 2016).
6. ↑  « Chiffres clés Évolution et structure de la population - EPCI de la CC de Mur Ès Allier (246301113) », Insee (consulté le 7 juillet 2016).
7. ↑  « Chiffres clés Évolution et structure de la population - Département du Puy-de-Dôme (63) », Insee (consulté le 7 juillet 2016).
8. ↑  Direction des collectivités territoriales et de l'environnement - Bureau du contrôle et de la légalité - Intercommunalité, « ARRÊTÉ no 13/01898 du 27 septembre 2013 constatant le nombre total de sièges que comptera l'organe délibérant de la communauté de communes « Mur ès Allier » ainsi que celui attribué à chaque commune membre lors du prochain renouvellement général des conseils municipaux » [PDF], Recueil des actes administratifs 2013-70, Préfecture du Puy-de-Dôme, 3 octobre 2013 (consulté le 22 mars 2016), p. 3651-3652 (32-33 sur le PDF).

### Sources
- SPLAF (Site sur la Population et les Limites Administratives de la France)
- « CC de Mur ès Allier », dans la base nationale sur l'intercommunalité.